# Phygadeuon laticinctus
Phygadeuon laticinctus är en stekelart som beskrevs av William Harris Ashmead 1890. Phygadeuon laticinctus ingår i släktet Phygadeuon och familjen brokparasitsteklar. Inga underarter finns listade i Catalogue of Life.